# فيك آوف فور
فيك آوف فور (بالألمانية: Wyk auf Föhr) هي بلدة ألمانية تقع في شليسفيغ هولشتاين في ألمانيا.

## المدن التوأمة
مدينة ميتنفالد هي مدينة توأمة لفيك آوف فور.

## أعلام
- هانس فون شتورش